# Steganopsis dichroa
Steganopsis dichroa är en tvåvingeart som beskrevs av Shatalkin 1998. Steganopsis dichroa ingår i släktet Steganopsis och familjen lövflugor. Inga underarter finns listade i Catalogue of Life.